# João Adolfo Hansen
João Adolfo Hansen (Cosmópolis, 26 de maio de 1942) é um professor, crítico literário,  pesquisador, ensaísta e historiador da literatura brasileira. Hansen se destaca entre os principais estudiosos da literatura colonial brasileira. É professor emérito do Departamento de Letras Clássicas e Vernáculas da Faculdade de Filosofia, Letras e Ciências Humanas da Universidade de São Paulo da Universidade de São Paulo (FFLCH-USP), membro da Fundação de Amparo à Pesquisa do Estado de São Paulo, do Conselho Nacional de Desenvolvimento Científico e Tecnológico e da Coordenação de Aperfeiçoamento de Pessoal de Nível Superior.
Concluiu o mestrado pela Universidade de São Paulo, em 1983. Sua pesquisa em torno de Guimarães Rosa resultou depois no livro Oó, um dos estudos mais profundos sobre a linguagem e a ficção rosiana, continuamente citado em trabalhos científicos sobre o Grande Sertão: Veredas.  Em 1988, concluiu o doutorado, pela mesma universidade. Seu livro A sátira e o engenho, escrito primeiramente como tese de doutorado, é considerado, no âmbito da pesquisa literária, o mais completo estudo sobre Gregório de Matos e a Bahia do século XVII. O livro, fruto de sólida e significativa pesquisa científica, reconstitui a primeira legibilidade normativa da sátira atribuída desde o século XVIII ao poeta seiscentista Gregório de Matos e Guerra. Em 1990, Hansen recebeu o Prêmio Jabuti, na categoria ensaio por A sátira e o engenho.

## Livros publicados/organizados ou edições
- HANSEN, J. A.. Especial. João Adolfo Hansen. Floema. Caderno de Teoria e História Literária. 1. ed. Vitória da Conquista: Edições UESB, 2006. v. 1. 222 p.
- HANSEN, J. A.. Alegoria. Construção e Interpretação da Metáfora. São Paulo/Campinas: Hedra/Editora Unicamp, 2006. v. 3000. 230 p.
- HANSEN, J. A.. Solombra ou A sombra que cai sobre o eu. 1. ed. São Paulo: Hedra, 2005. v. 1. 44 p.
- HANSEN, J. A.. A Sátira e o Engenho. Gregório de Matos e a Bahia do Século XVII. 2. ed. Cotia/ Campinas: Ateliê Editorial/ Editora da UNICAMP, 2004. v. 1. 528 p.
- HANSEN, J. A. (Org.). Antônio Vieira. Cartas do Brasil. 1. ed. São Paulo: Hedra, 2003. v. 1. 665 p.
- HANSEN, J. A.. O O. A Ficção da Literatura em Grande Sertão: Veredas. 1. ed. São Paulo: Hedra, 2000. v. 1. 198 p.
- HANSEN, J. A.. CARLOS BRACHER. Da Mineração da Alma.. SAO PAULO: EDUSP, 1998. 224 p.
- HANSEN, J. A.. A Sátira e o Engenho. Gregório de Matos e a Bahia do Século XVII.I. 1. ed. São Paulo: Companhia das Letras, 1989. v. 1. 511 p.
- HANSEN, J. A.. Alegoria. Construção e Interpretação da Metáfora. 1. ed. São Paulo: Atual Editora, 1986. 111 p.

## Homenagens
- Prêmio Jabuti  1990, na categoria Estudos Literários,  por A Sátira e o Engenho - Gregório de Matos e a Bahia do Século XVII.[2]